# Peter Johnson (Physiker)
Peter D. Johnson (* 30. Januar 1952 in Wellingborough, England)  ist ein britischer Festkörperphysiker.
Johnson studierte am Imperial College London mit dem Bachelor-Abschluss 1972 und wurde 1978 an der University of Warwick promoviert. Damals arbeitete er über Photoemission und Beugung von Photoelektronen. Ab 1981 war er an den Bell Laboratories, wo er über den Inversen Photoeffekt arbeitete. Ab 1983 war er am Brookhaven National Laboratory, wo er Senior Physicist wurde und Leiter der Abteilung Festkörperphysik und Materialwissenschaften.
Am Brookhaven National Laboratory setzte er seine Arbeiten zu Methoden fort, die den Inversen Photoeffekt nutzen sowie mit spinpolarisierter Photoemission und hochauflösender Photoemission. Er erforschte damit die spinaufgelöste Struktur von Festkörperoberflächen, dünnen Filmen und Vielfachschichten. Dabei entdeckte er neue Arten von elektronischen Oberflächenzuständen (Image States), spinpolarisierte Quantentopf-Zustände, Massen-Renormalisierung in Kupfer-Hochtemperatursupraleitern und eine Teilchen-Loch-Asymmetrie in mit Löchern dotierten Kupfer-Hochtemperatursupraleitern. Er entwickelte neue Methoden der Photoemissionsspektroskopie wie Momentum Distribution Curves.
2011 erhielt er mit Juan Carlos Campuzano und  Zhi-Xun Shen den Oliver E. Buckley Condensed Matter Prize für Innovationen in winkelaufgelöster Photoemissions-Spektroskopie, die das Verständnis von Hochtemperatursupraleitern beförderten und das Studium stark-korrelierter elektronischer Festkörpersysteme transformierten (Laudatio). Er ist Fellow der American Physical Society, des Institute of Physics und der American Association for the Advancement of Science. 2001 erhielt er den Brookhaven Science and Technology Award.